# Lista wysp Helsinek

Mapa Helsinek. Archipelag znajduje się w południowej części miasta

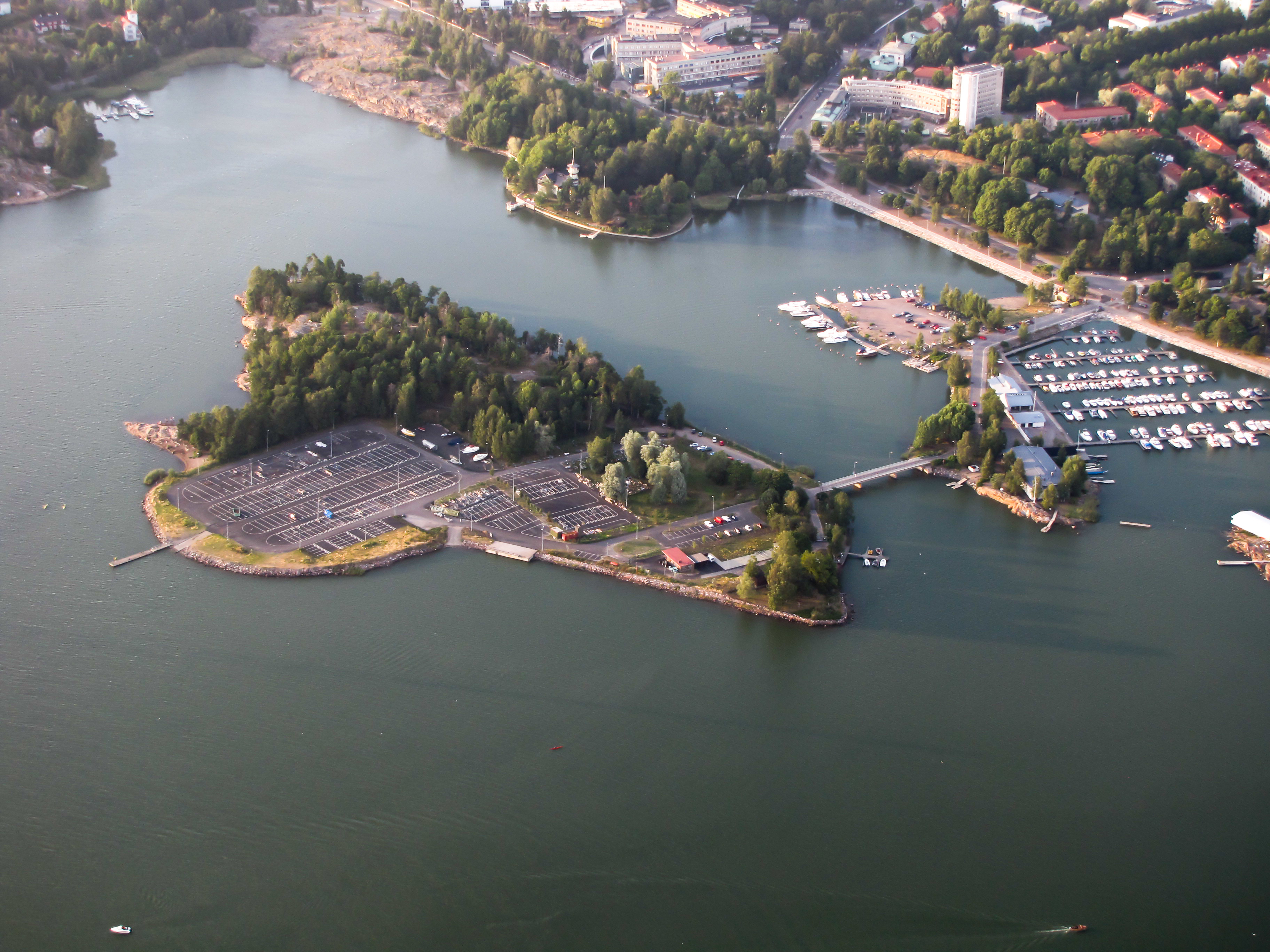
Rajasaari

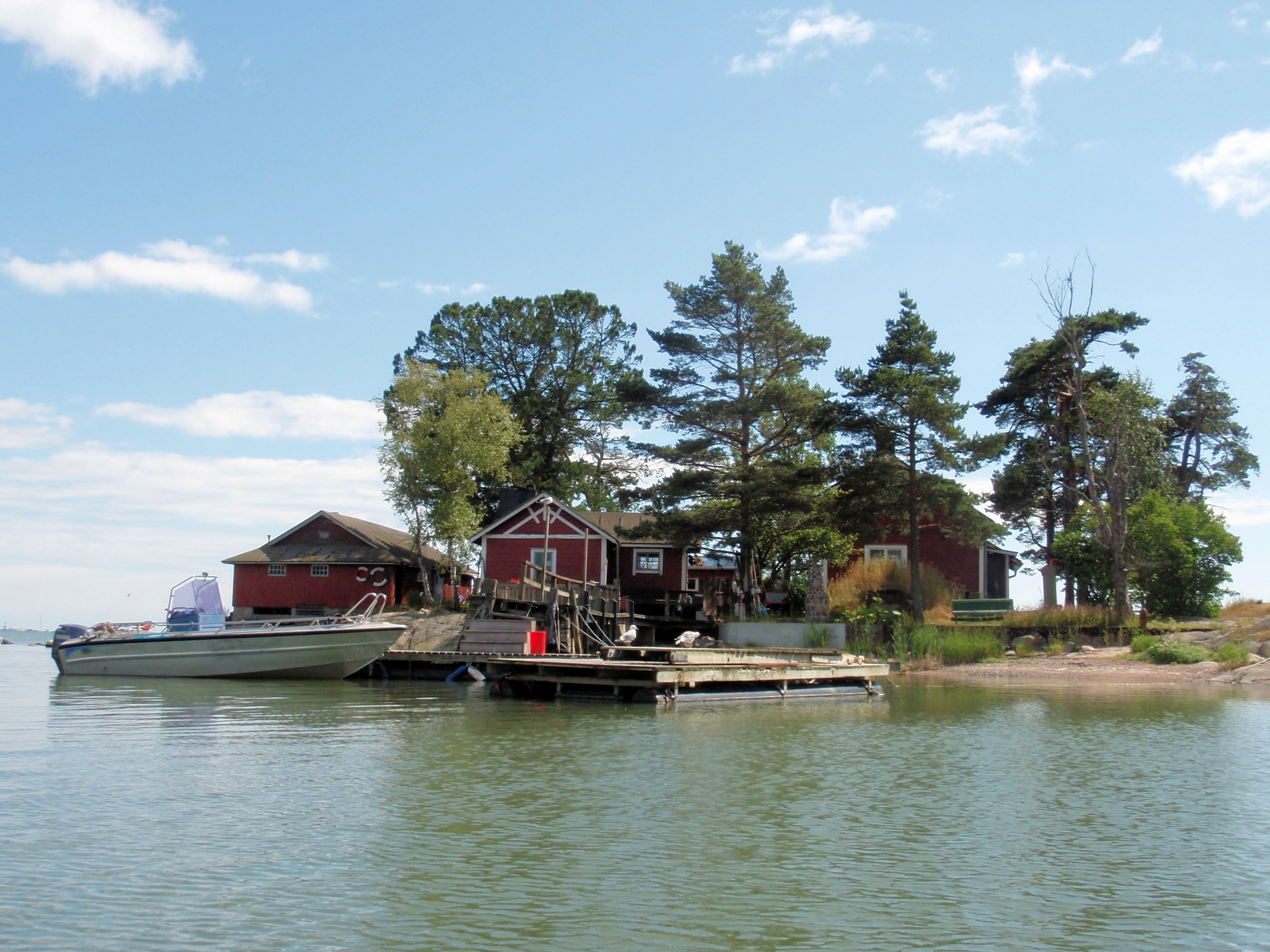
Vadelmakupu

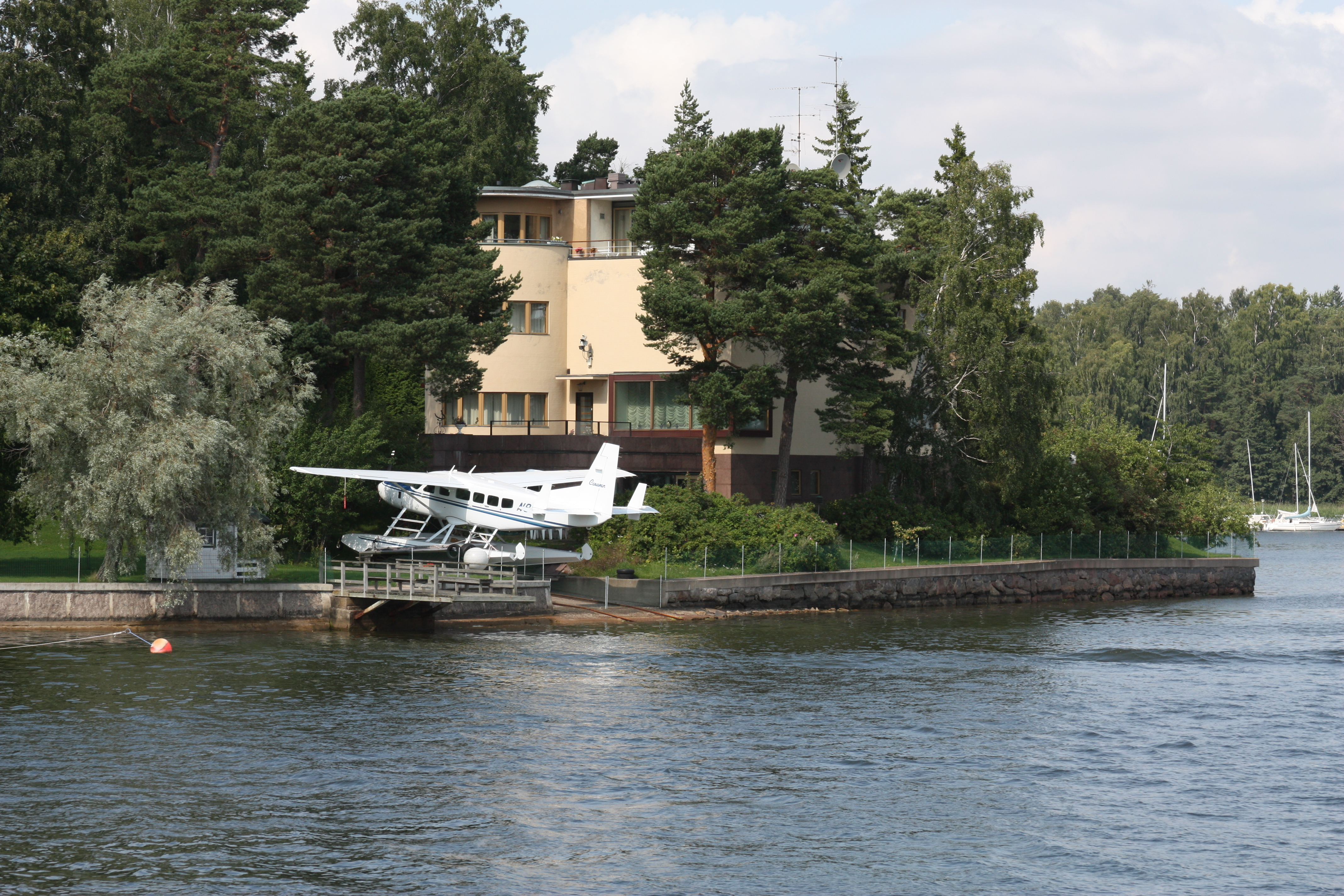
Kulosaari

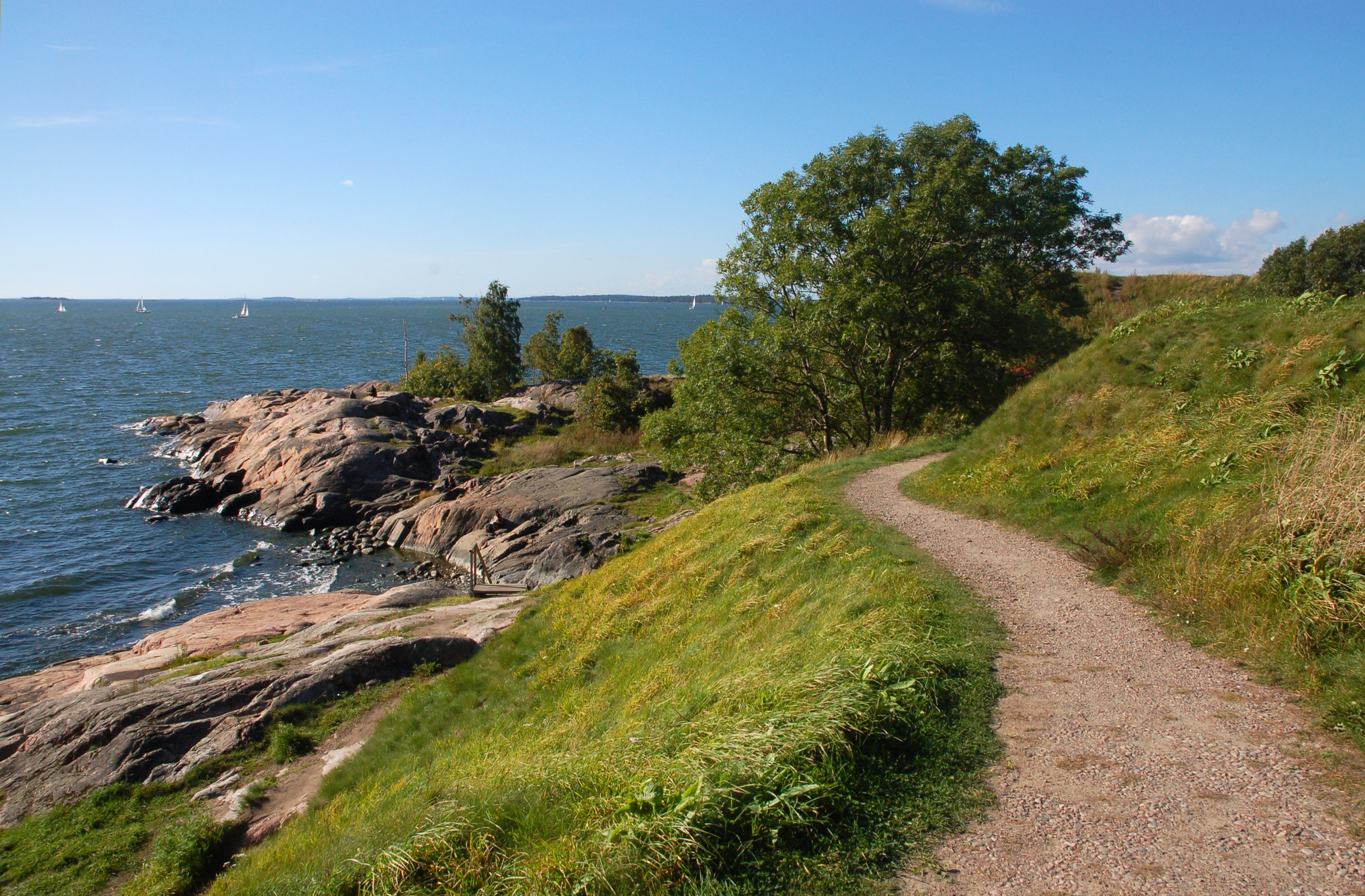
Suomenlinna

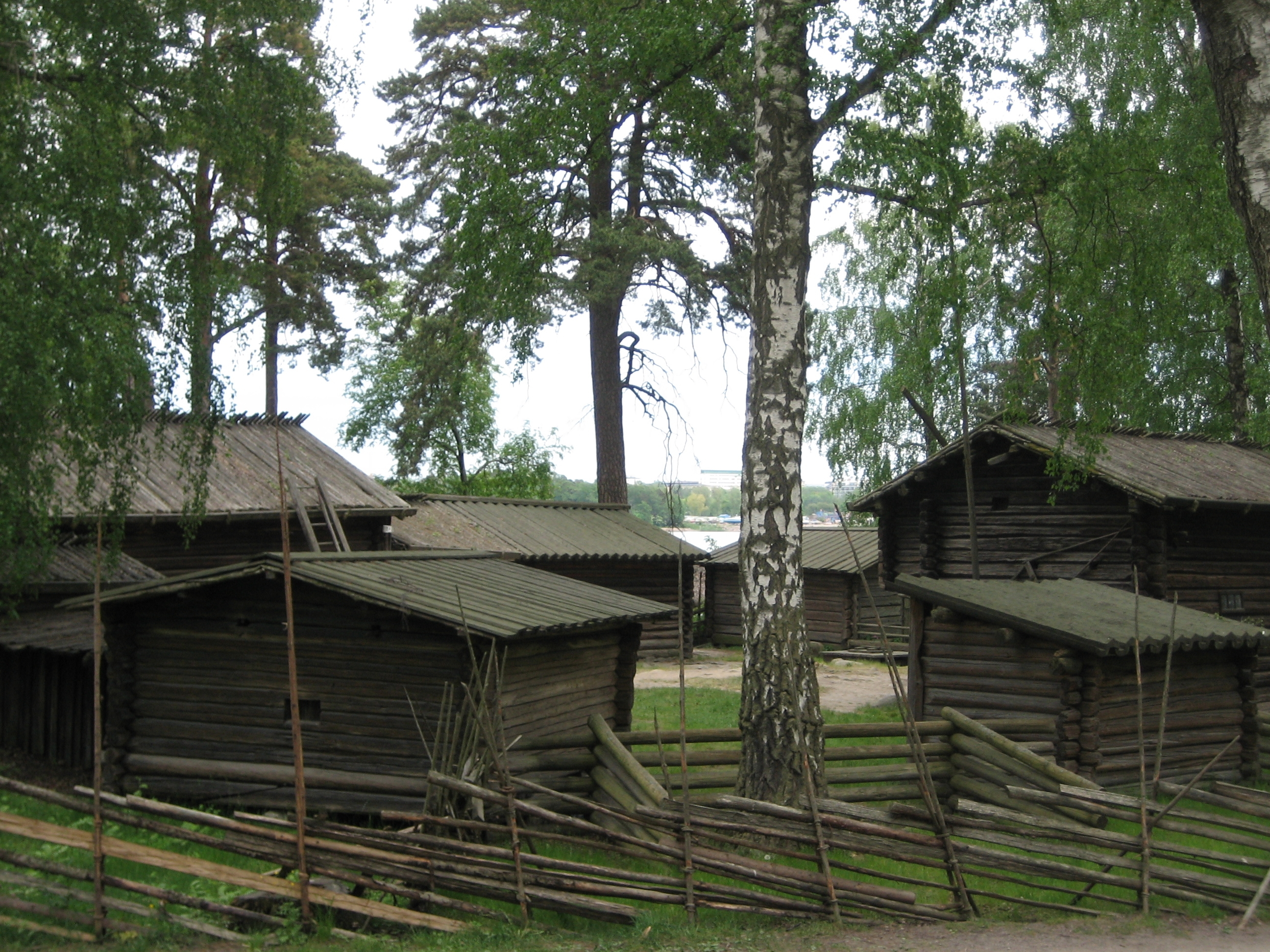
Skansen na Seurasaari

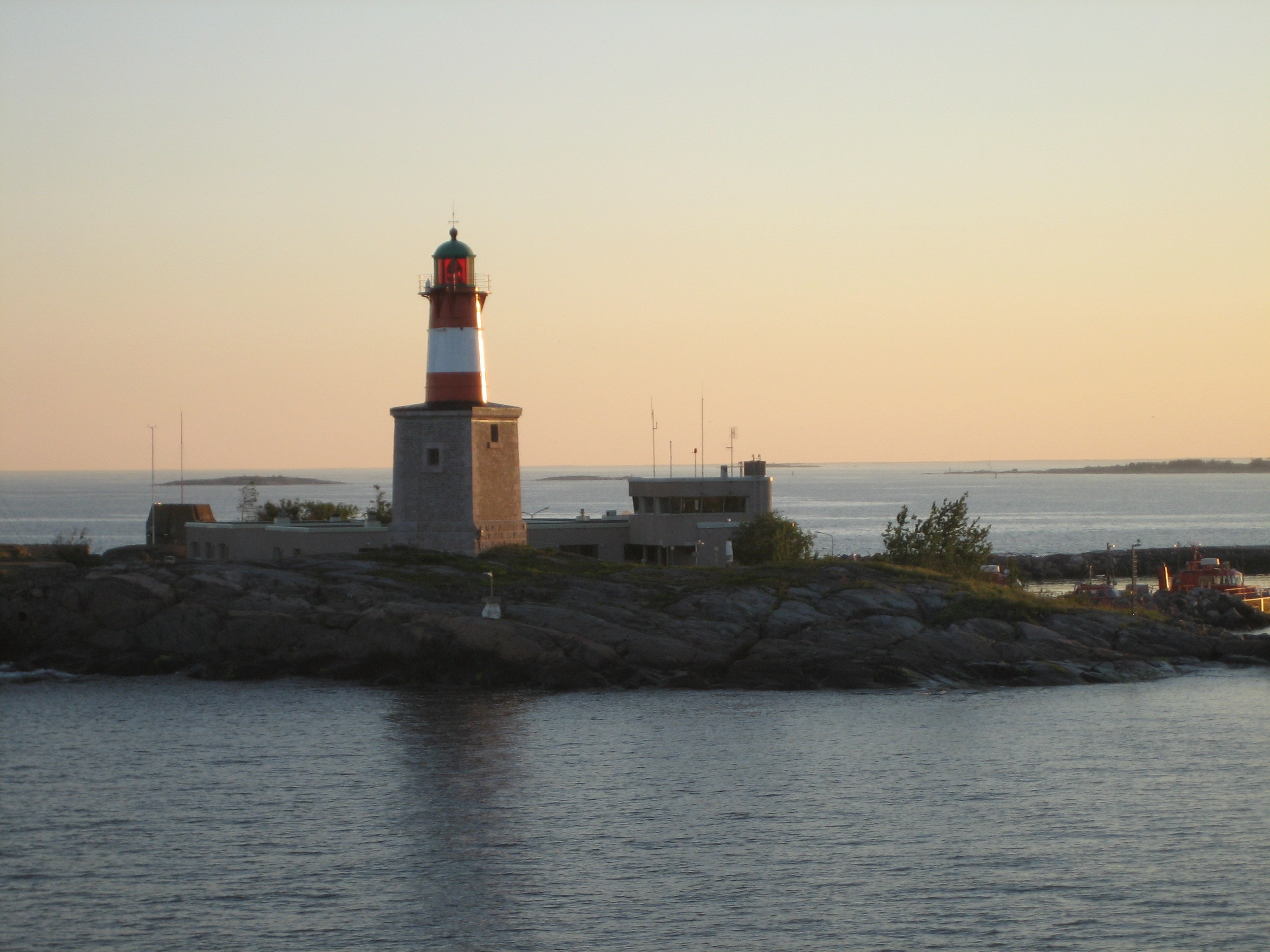
Latarnia Harmaja

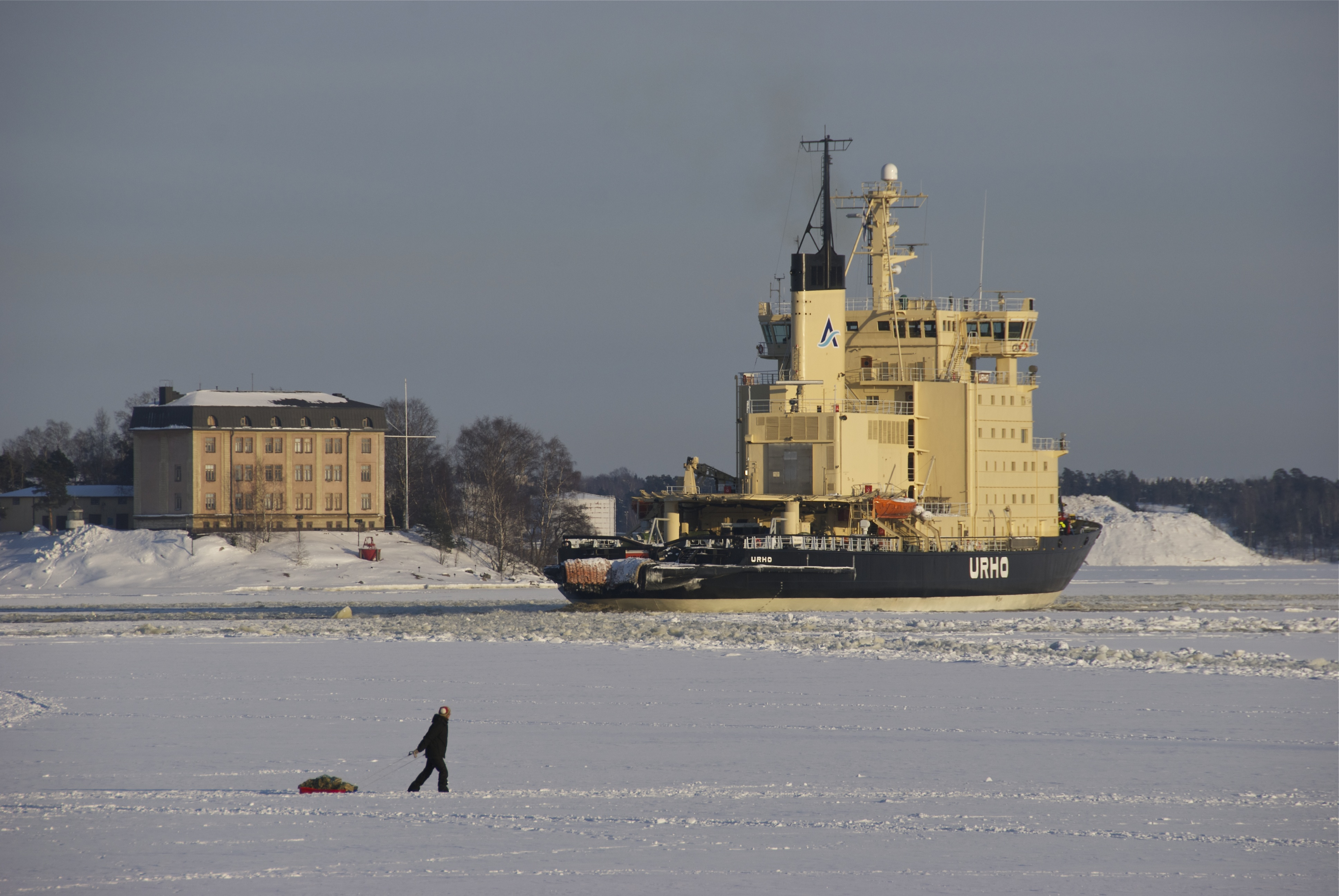
Lodołamacz Urho przy Hylkysaari

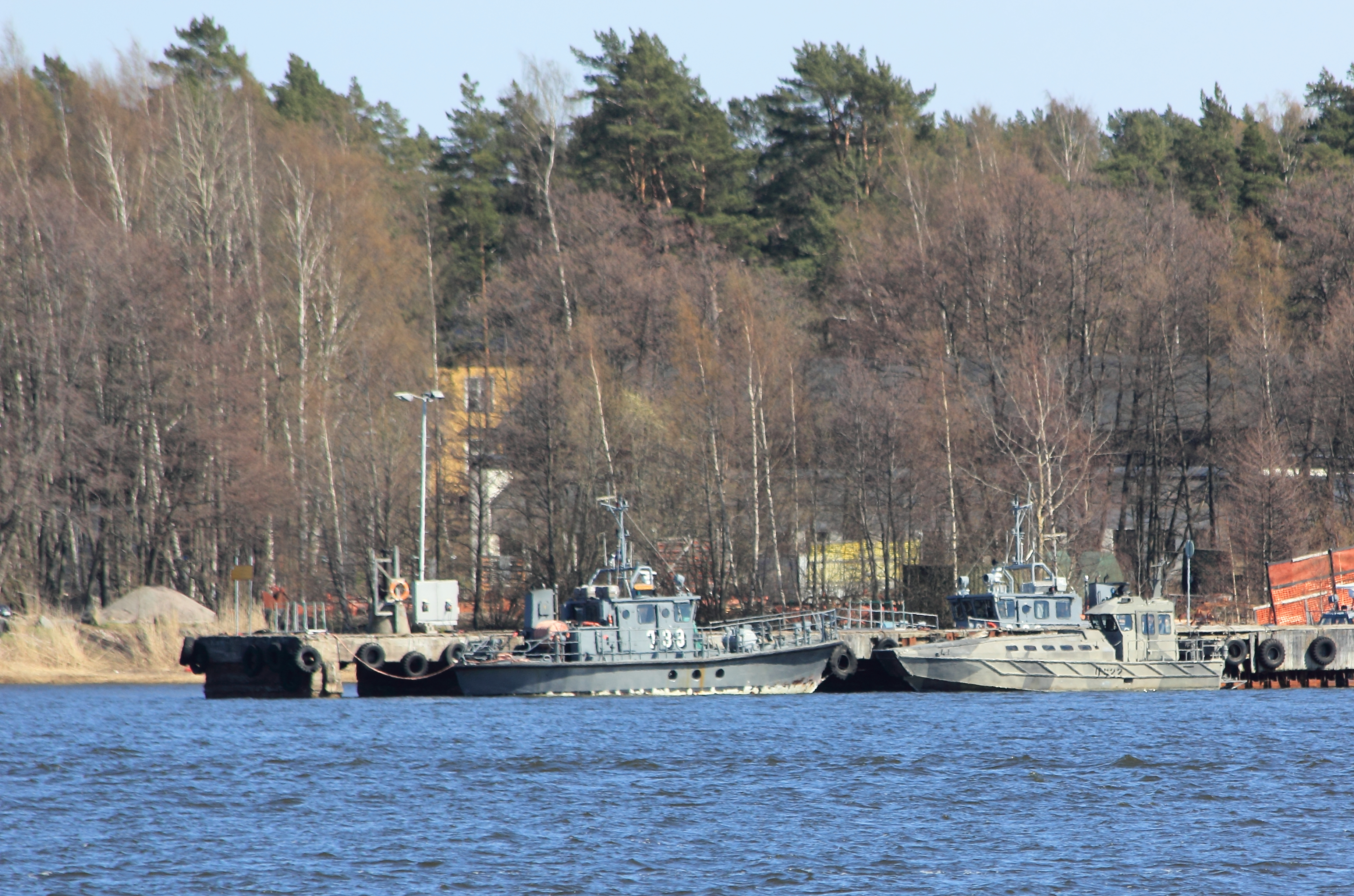
Santahaamina

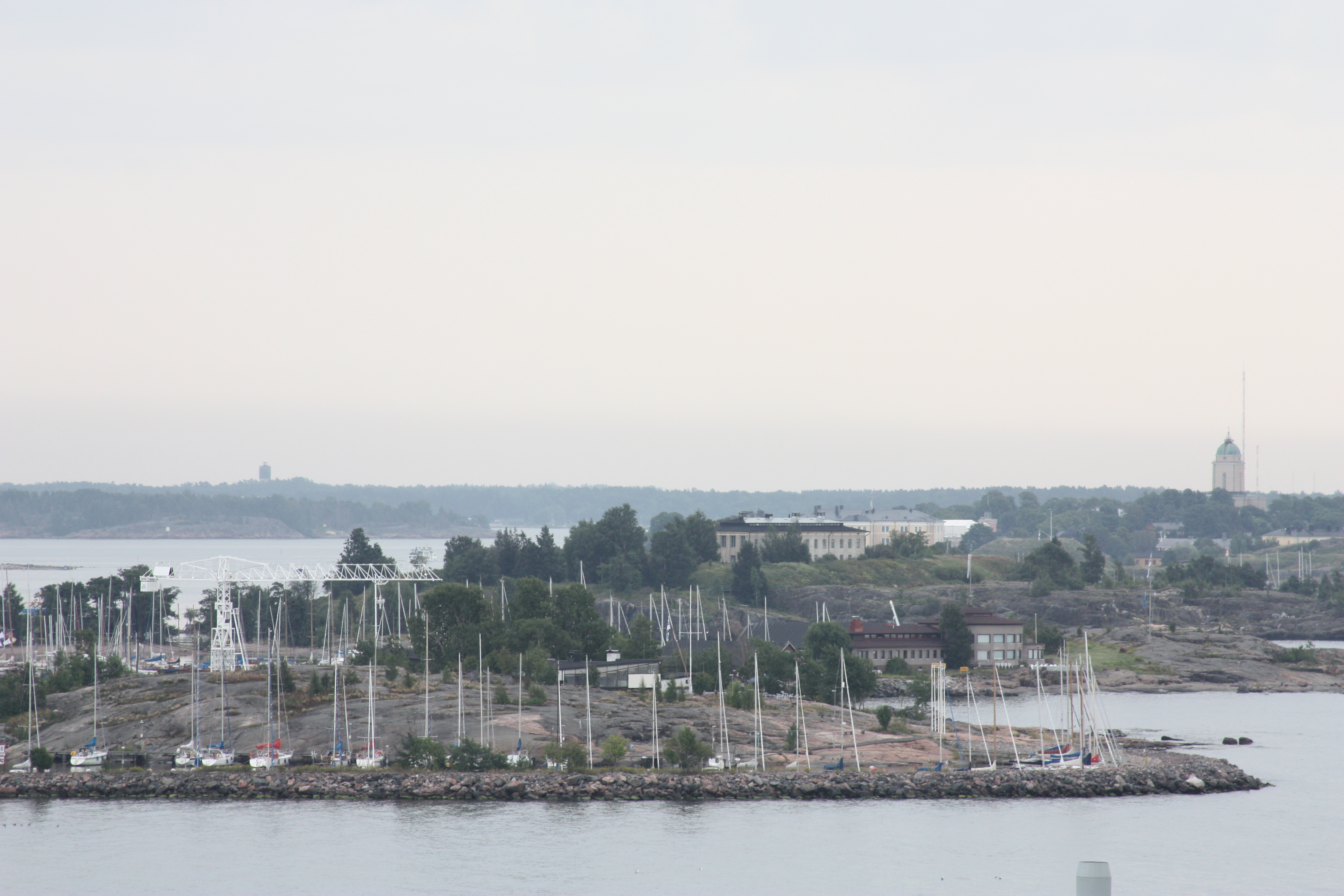
Ullanlinna

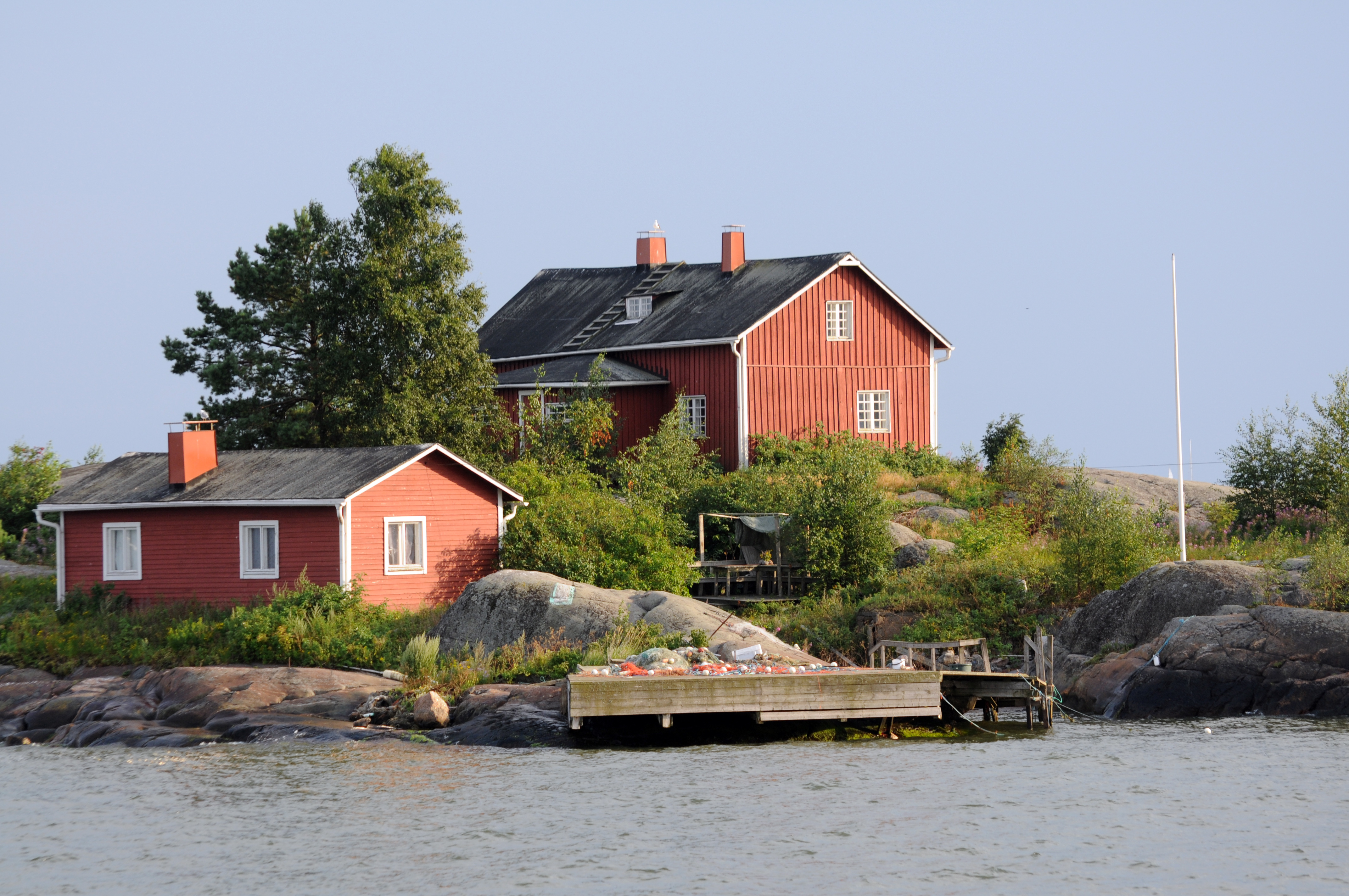
Ryssänsaari

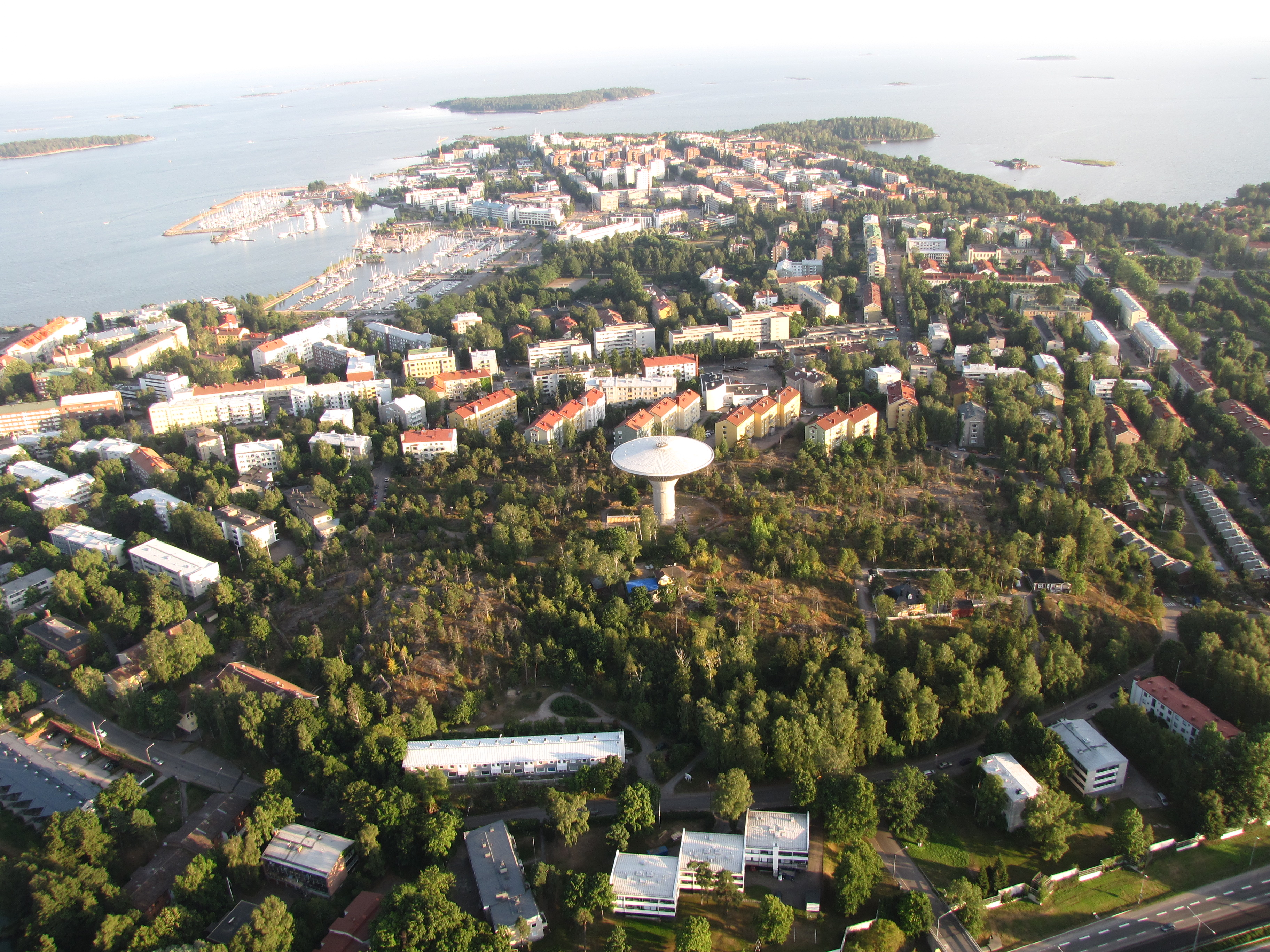
Lauttasaari

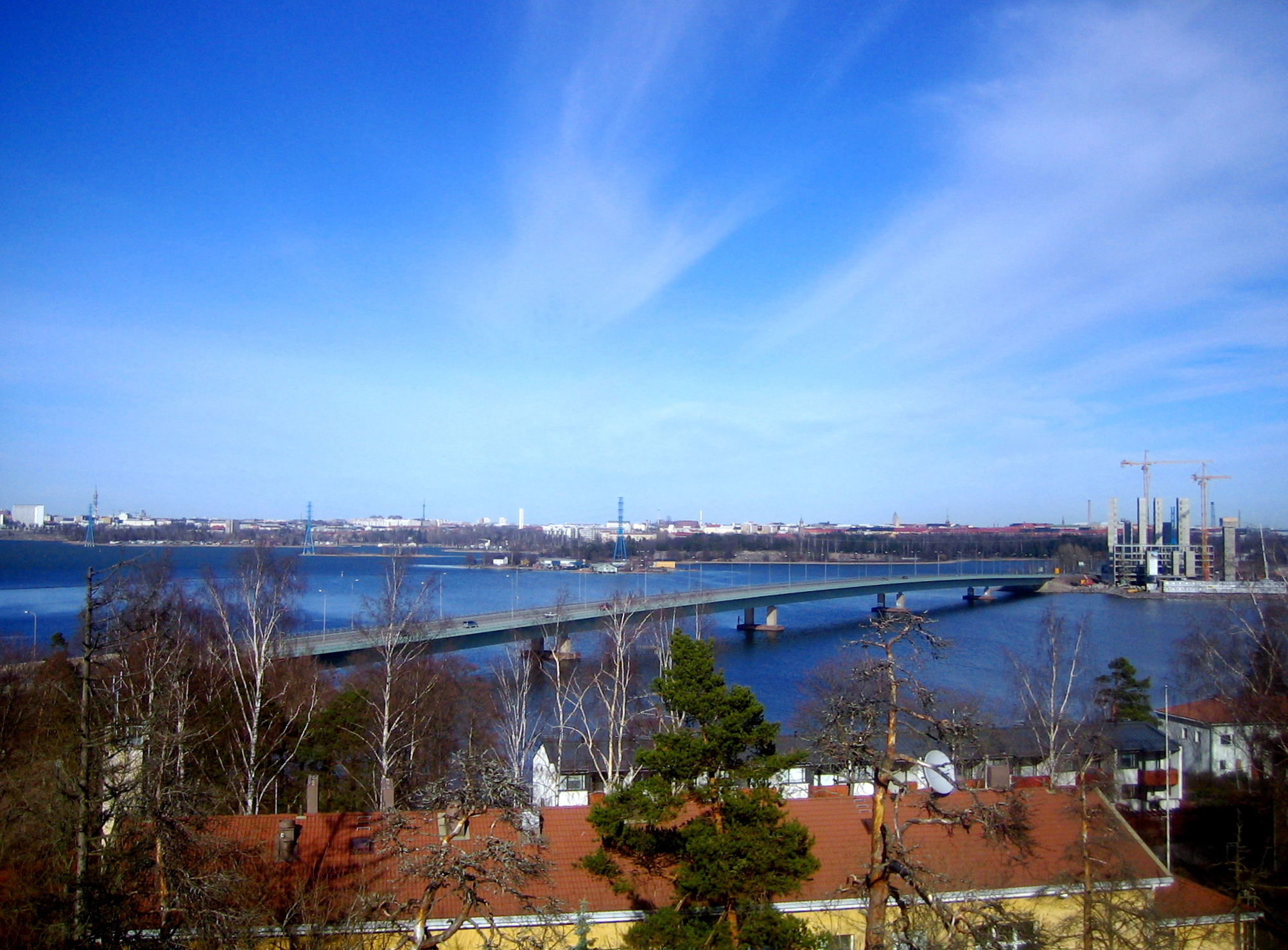
Most prowadzący na Lauttasaari

Wyspy Helsinek – grupa ok. 300 wysp szkierowych w południowej części miasta, nad Zatoką Fińską o charakterze archipelagu. Tylko 50 z nich ma powierzchnię poniżej 3 ha.

## Liczba wysp
Obecnie liczba wysp waha się w okolicach 300 i nie jest stała; od lat wykazuje tendencję malejącą. Ich liczba zmienia się zarówno z przyczyn geograficznych jak i urbanizacyjnych - niektóre z nich są wchłaniane przez ląd. Długość archipelagu wynosi ok. 20 km a głębokość wody na krańcach archipelagu ok. 30 m.

## Własność
Powierzchniowo największym właścicielem jest państwo, na drugim miejscu - miasto Helsinki. Ok. 10 procent stanowi własność prywatna.

## Alfabetyczny wykaz wysp
W nawiasie podano nazwę szwedzką.
A
- Ahvensaari (Abborholmen)
- Annansaari (Annasholmen)

E
- Emäntä (Länsmanskan)

H
- Haapasaari (Aspholmen)
- Halliluoto (Gråsälsbadan)
- Harakka (Stora Räntan)
- Harmaakari (Gråskär)
- Harmaja (Gråhara)
- Hattusaari (Hattholmen)
- Hernesaari (Ärtholmen)
- Hevossaari (Hästholmen)
- Hintholma (Hindholmen)
- Honkaluoto (Furuskär)
- Husunkivi
- Hylkysaari (Vrakholmen)
- Härkäsaari (Tjurholmen)

I
- Iso Iiluoto (Stora Iglo)
- Iso Koivusaari (Stora Björkholmen)
- Iso Leikosaari (Stora Lekholmen)
- Iso-Mustasaari (Stora Östersvartö)
- Isosaari (Mjölö)
- Iso Villasaari (Stora Ullhomen)
- Itäinen Pihljasaari (Österrönnskär)

J
- Jänissaari (Harholmen)

K
- Käärmekarit (Ormgrunden)
- Käärmeluodot (Ormkobbarna) : 
  - Käärmeluoto Est (Itäinen Käärmeluoto, Östra  Ormkobben)
  - Käärmeluoto Nord (Pohjoinen Käärmeluoto, Norra  Ormkobben)
  - Käärmeluoto Ouest (Läntinen Käärmeluoto, Västra  Ormkobben)
- Kajapaadet (Kajahällen)
- Kalkkisaari (Kalkholmen)
- Kalliosaari (Bergholmen)
- Kaskisaari (Svedjeholmen)
- Katajanokanluoto (Skatakobben)
- Katajaluoto (Stora Enskär)
- Killingholma (Killingholmen)
- Kivisaari (Stenholmen)
- Koirapaasi (Hundhällen)
- Koirasaari (Hundören)
- Koivusaari (Björkholmen)
- Koivusaari (Björkholmen)
- Kotiluoto (Hemholmen)
- Korkeasaari (Högholmen)
- Kuivakari (Mjölö-ören)
- Kuivasaari (Torra Mjölö)
- Kulosaari (Brändö)
- Kuminapaasi (Kumminhället)
- Kuninkaansaari (Kungsholmen)
- Kustaanmiekka (Gustavssvärd)
- Kuusiluoto (Granholmen)
- Kuusiluoto (Granholmen)
- Kuusisaari (Granö)

L
- Laajasalo (Degerö)
- Laakapaasi (Flathällen)
- Lasimestarinletto (Glasmästarklacken)
- Lauttasaari (Drumsö)
- Lehmäsaari (Koholmen)
- Lehtisaari (Lövö)
- Leposaari (Vilan)
- Leppäluoto (Alören)
- Liuskasaari (Skifferholmen)
- Limppu (Limpan)
- Lohikari (Laxören)
- Lonna (Lonnan)
- Louekari (Trutkobben)
- Louesaari (Trutholmen)
- Luoto (Klippan)
- Länsiluoto (Västerbådan)
- Länsi-Mustasaari (Västersvartö)
- Länsitoukki (Västertokan)
- Läntinen Pihlajsaari (Västerrönnskär)

M
- Malkasaari (Takvedholmen)
- Matalakari (Låggrynnan)
- Melkki (Melkö)
- Morsianluoto (Brudhällen)
- Mustakupu (Svartkobben)
- Mustasaari (Svartholmen)
- Mustikkamaa (Blåbärslandet)
- Mäntykari (Tallskär)
- Mäntysaari (Tallholmen)

N
- Nahkahousut (Skinnbyxorna)
- Neitsytsaari (Jungfruholmen)
- Nimismies (Länsmannen)
- Nurmiluoto (Grässgrundet)
- Nuottakari (Notgrundet)

O
- Ourit (Örarna)

P
- Paloluoto (Brändholmen)
- Palosaari (Paloholmen)
- Peninkarit (Mjölö pennor)
- Pieni Koivusaari (Lilla Björkholmen)
- Pieni-Porsas (Lilla Grisen)
- Pihlajaluoto (Rönnskär)
- Pihlajasaaret (Rönnholmen)
- Pikku Kuusisaari (Lilla Granö)
- Pikku Niinisaari (Lilla Bastön)
- Pikku-Mustasaari (Lilla Östersvartö)
- Pikkuluoto (Lillaklippan)
- Pitkäkari (Långgrundet)
- Pitkäluoto (Långholmen)
- Pitkärivi (Långratan)
- Pitkäsaari (Långholmen)
- Pormestarinluodot (Borgmästargrundet)
- Porsas (Grisen)
- Porsta (Börstan)
- Prinsessa (Prinsessan)
- Pukkisaaret (Bockholmarna)
- Pukkisaari (Bockholmen)
- Pukkiluoto (Bockholmen)
- Puolimatkansaari (Halvvägsholmen)
- Pyysaari (Järpholmen)
- Päntäri (Bändarn)

R
- Rajasaari (Råholmen)
- Rajakupu (Råkobben)
- Reposaari (Repoxholm)
- Ryssänkari (Ryssholmen)
- Ryssänsaari (Ryssholmen)
- Rysäkari (Rysskär)
- Räntty (Räntan)

S
- Santahamina (Sandhamn)
- Santinen (Sandholmen)
- Satamakari (Hamngrundet)
- Satamasaari (Hamnholmen)
- Seurasaari (Fölisön)
- Sirpalesaari (Flisholmen)
- Sikosaari (Svinholmen)
- Sipulipaasi (Lökhällen)
- Sisä-Hattu (Inre Hatten)
- Susisaari (Vargön)
- Syväoura (Djupören)
- Särkkä (Långören)

T
- Tammakari (Märaskär)
- Tammaluoto (Märaskrinet)
- Tammisalo (Tammelund)
- Taivalluoto (Edesgrundet)
- Tiirakari (Tirgrund)
- Tiiraluoto (Tirklacken)
- Tiirasaari (Tirholmen)
- Tervaluoto (Tjärholmen)
- Tervasaari (Tjärholmen)
- Tulikallio (Kasaberget)

U
- Uunisaaret (Ugnholmarna)
- Ulko-Hattu (Yttre Hatten)
- Ulkokari (Ytterskär)

V
- Valas (Valen)
- Valkosaari (Blekholmen)
- Vallisaari (Skanslandet)
- Vanha-Räntty (Gamla Räntan)
- Variskari (Kråkören)
- Varisluoto (Kråkhällen)
- Varissaari (Kråkholmen)
- Varjosaari (Skuggan)
- Vartiosaari (Vårdö)
- Vasikkasaari (Kalvholmen)
- Viinakupu (Brännvinkobben)
- Villinki (Villinge)
- Voirasia (Smörasken)
- Västinki (Fästningen)